# Berzesd
Berzesd románul: Brăzești, település Romániában, Erdélyben, Fehér megyében.

## Fekvése
Aranyosbányától keletre, az Aranyos jobb partján fekvő település.

## Története
Berzesd nevét 1733-ban Brezesti néven említette először oklevél.
1808-ban Brezest, Bresesden, 1861-ben Brezesten, 1888-ban Brezest, 1913-ban Berzesd néven írták.
A trianoni békeszerződés előtt Torda-Aranyos vármegye Torockói járásához tartozott.
1910-ben 484 lakosából 5 magyar, 479 román volt. Ebből 479 görögkeleti ortodox, 5 izraelita volt.
1769-ben épült fatemplomát Gyulafehérvárra telepítették át.

## Források

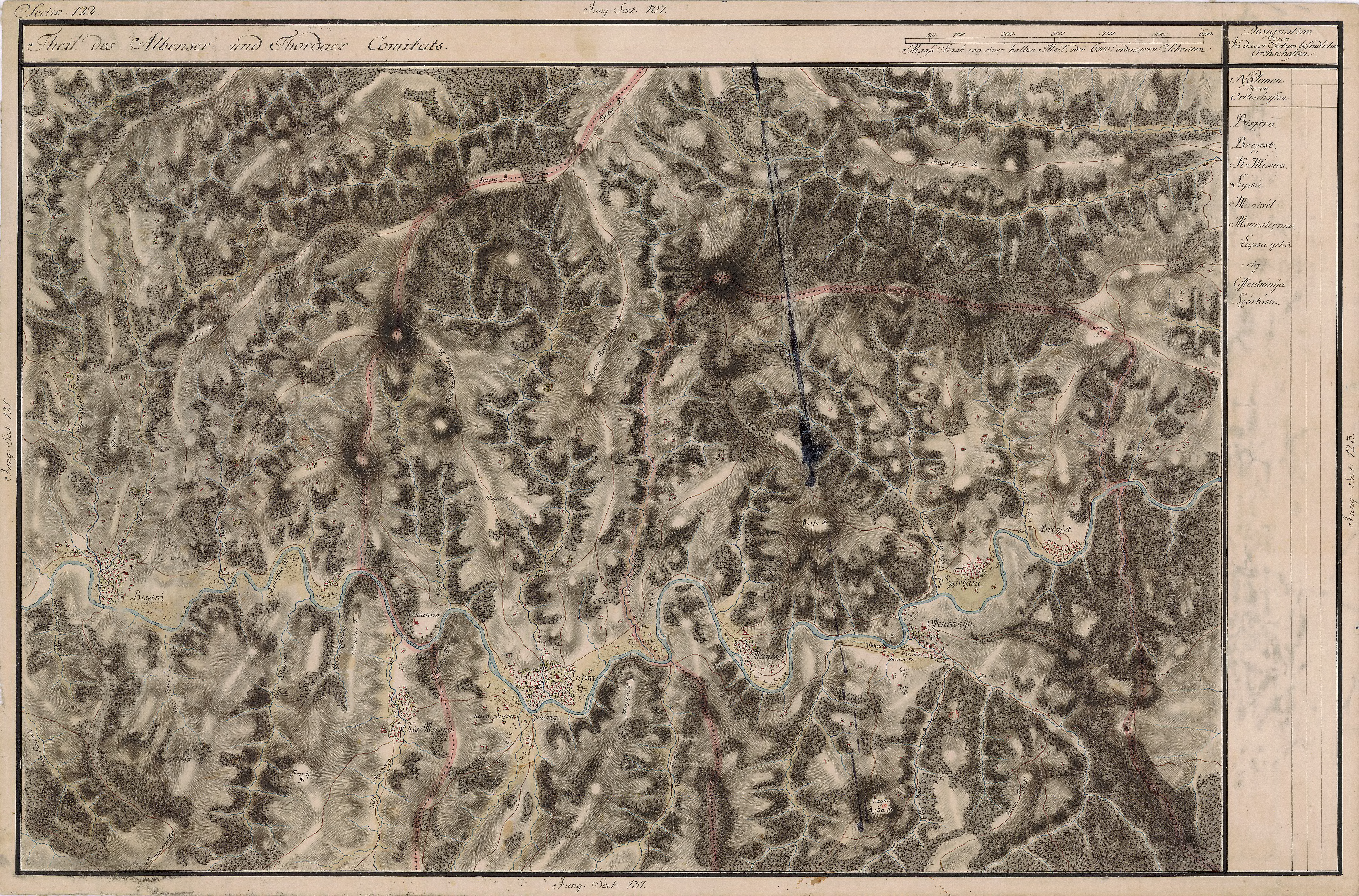
Berzesd egy régi térképen